# Handbok i livets konst
Handbok i livets konst, gammalgrekiska: Ἐγχειρίδιον Επικτήτου (Encheiridion Epiktetou, "Epiktetos handbok"), är en manual författad av Arrianos, lärling till Epiktetos, om stoicistisk livssyn och leverne.

## Utgåvor på svenska
- Epicteti Enchiridion (översättning: C.F. Hamilton) (1912) På Libris.
- Handbok i livets konst (översättning: Nino Runeberg) (Björck & Börjesson, 1919). Ny utgåva 1989 ISBN 9178420997
- Handbok i livets konst (översättning: Gottfried Grunewald och Stig Y. Rudberg) (P. Åström, 1984) ISBN 9186098195 På Libris.
- Handbok i livets konst (översättning: Anders Håkansson) (Bakhåll, 2000) ISBN 9789177422723. Elektronisk utgåva 2013 - delvis online ISBN 978-91-7742-375-1
- Enchiridion - En handbok för det Goda Livet (översättning: Karl Nordenstorm) (2016)